# Podsmrečje
Podsmrečje este o localitate din comuna Lukovica, Slovenia, cu o populație de 44 de locuitori.